# Butte des Moulins

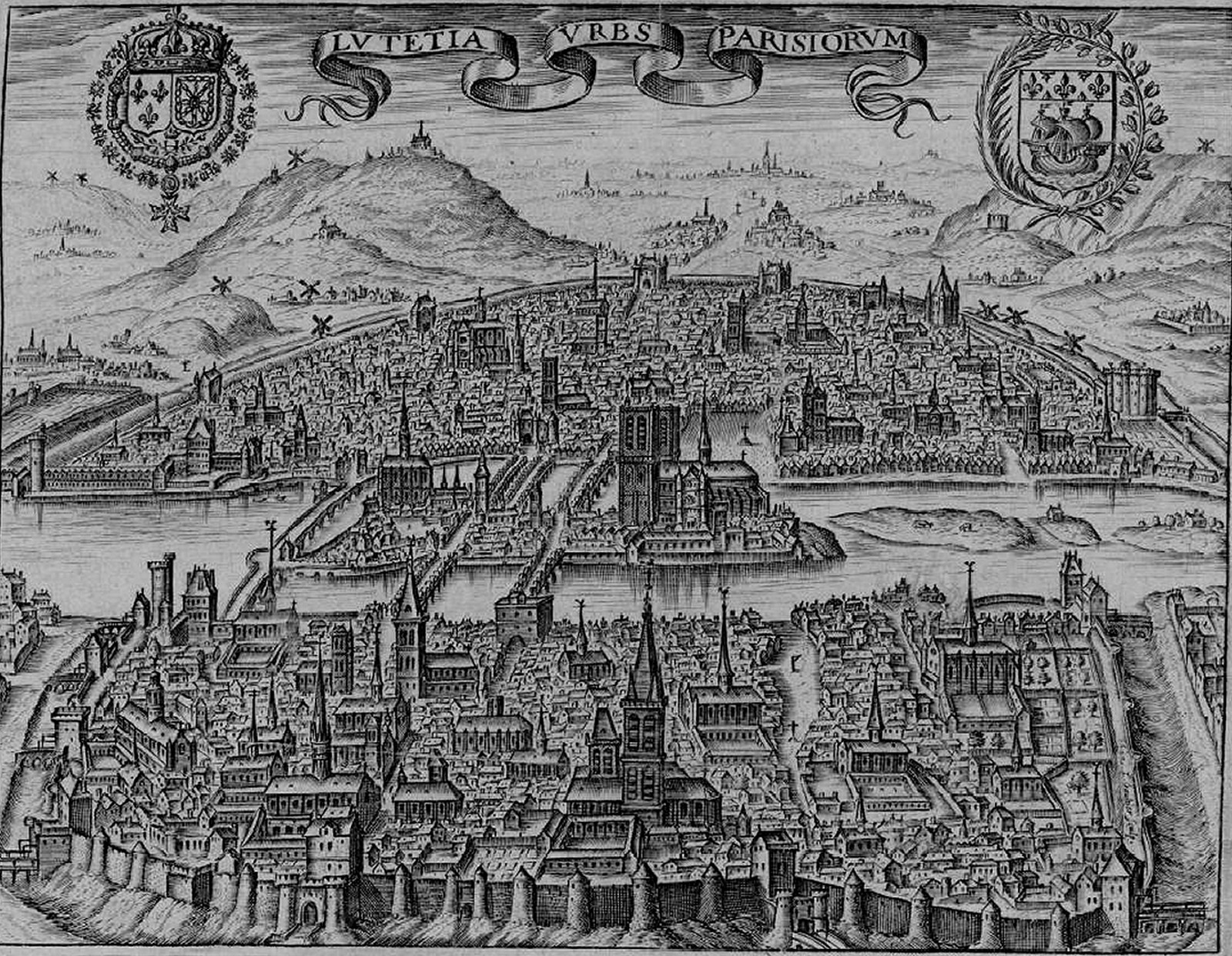
En haut à gauche de ce plan de Paris, on voit nettement la butte des Moulins coiffée d'un seul moulin et dominant la porte Saint-Honoré.

La butte des Moulins était une petite colline située à l'intérieur du périmètre actuel de Paris et aujourd'hui disparue.

## Constitution
La butte des Moulins occupait approximativement un quadrilatère délimité par nos actuelles rue des Moulins, rue Thérèse, rue Sainte-Anne et rue des Petits-Champs. Elle est parfois confondue avec une autre protubérance, la butte Saint-Roch, située un peu plus à l'ouest. L'actuelle station de métro Pyramides se situe à un seuil qui était légèrement marqué entre les deux.
La butte des Moulins était d'origine à la fois naturelle et artificielle. À l'origine, elle a été constituée par la Seine lors de sa grande extension pendant la période glaciaire, où elle s'étendait de son lit actuel jusqu'à l'emplacement des grands boulevards actuels. Le fleuve avait érodé des terrains plus tendres autour de la butte en la dégageant.
Mais, à partir du Moyen Âge, cette butte a aussi été renforcée avec des gravats, les déblais des remparts démolis et aussi des immondices diverses plus ou moins enterrées.
À partir de 1536, la butte fut couronnées de moulins éponymes.

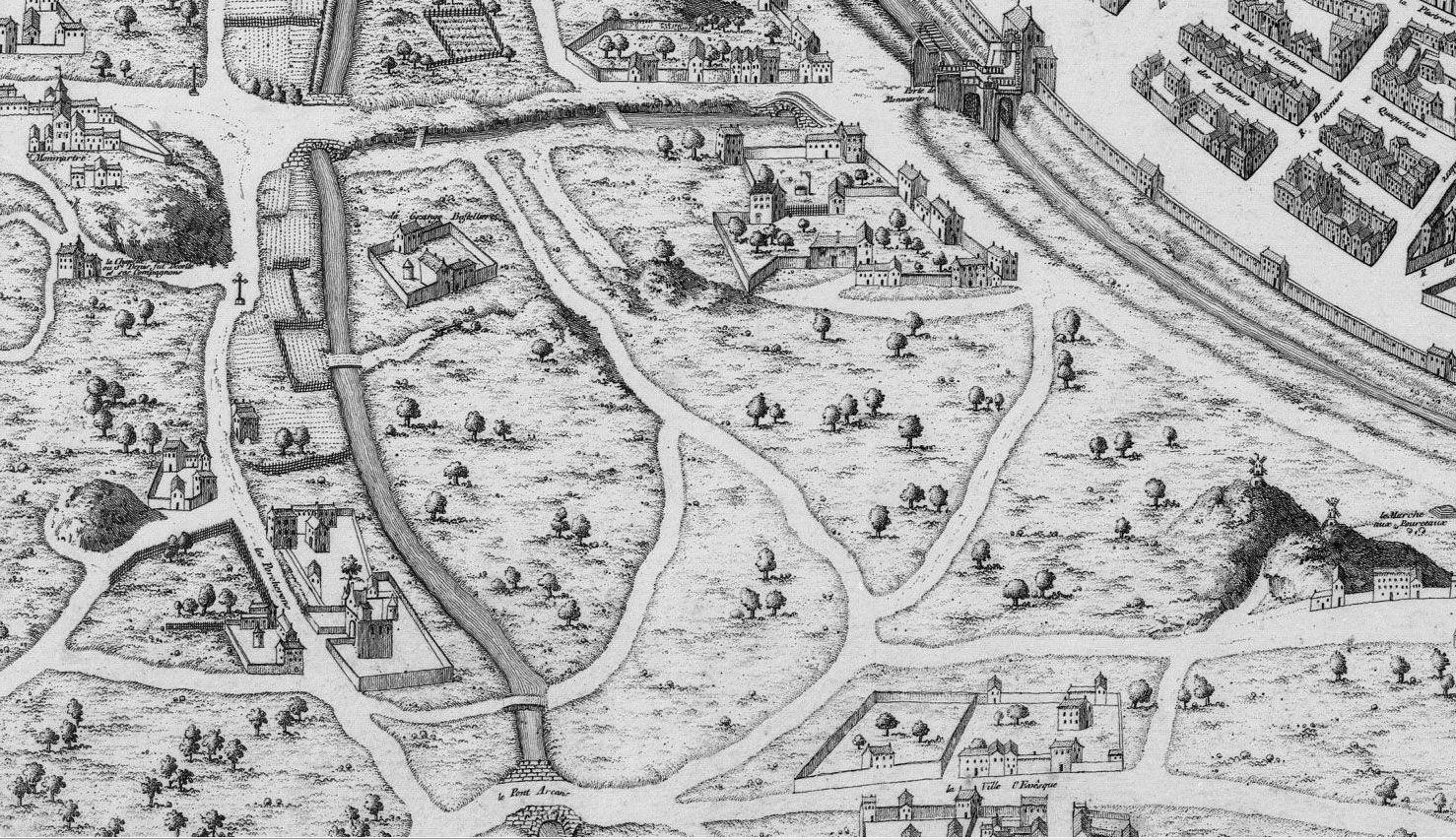
La butte des Moulins sur le plan de Dheulland (1552).
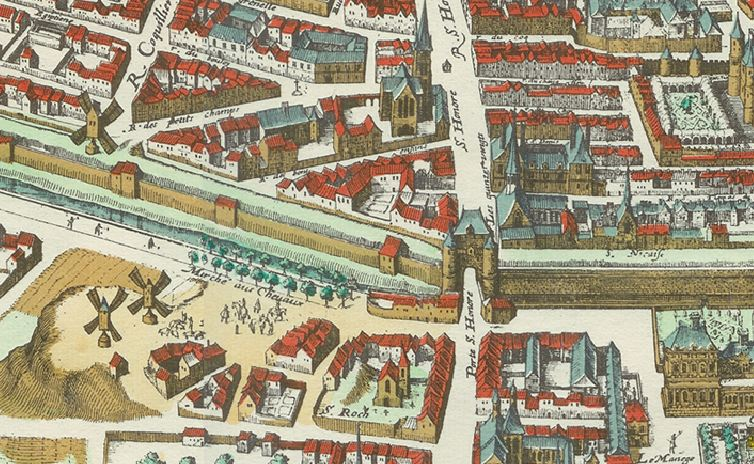
La butte des Moulins sur le plan de Mérian (1615).
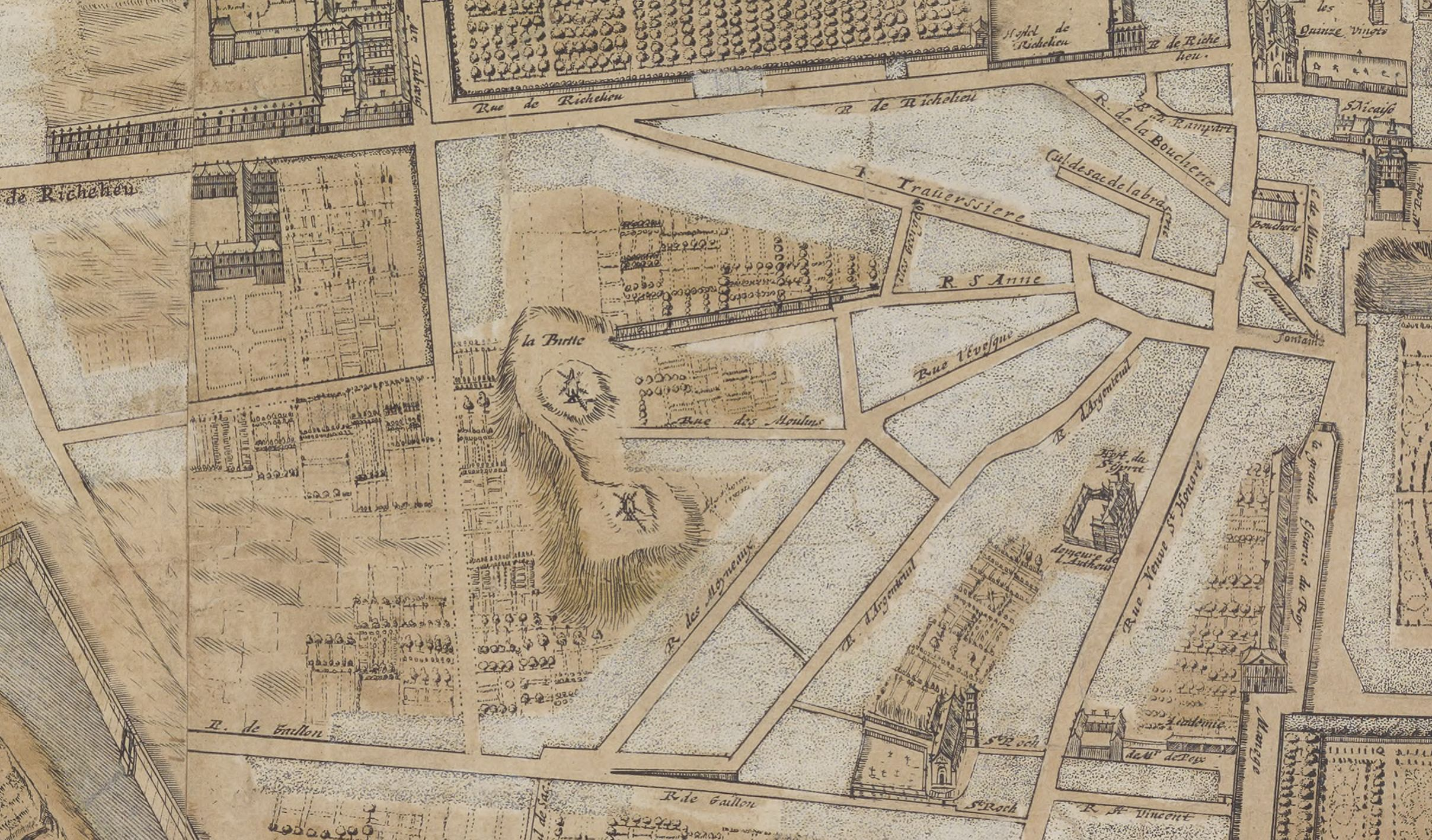
La butte visible sur le plan de Jacques Gomboust (1652).

## Historique
À la fin du Moyen Âge, la butte dominait la porte Saint-Honoré de l'enceinte de Charles V et permettait d'observer le Louvre.
En 1429, lors de sa tentative de reprendre Paris aux Bourguignons alliés aux Anglais, Jeanne d'Arc y fit installer des couleuvrines. Mais pendant qu'elle sondait avec sa lance la profondeur de l'eau du fossé, elle eut les deux cuisses percées par un carreau d'arbalète et dut se retirer,.
On commença à bâtir cette butte sous Charles IX, mais les travaux furent interrompus pendant les guerres civiles. La butte fut utilisée lors du troisième siège de Paris par les troupes d'Henri IV.
Les travaux de construction furent repris sous Louis XIII : on abaissa la butte de moitié en 1615 et l'on traça douze rues dont la rue des Moulins en 1624 ; les moulins subsistèrent toutefois jusqu'à la fin du XVIIe siècle.
Cette butte, comme la butte Saint-Roch sa voisine, furent incorporées dans Paris lors de la construction de l'enceinte de Louis XIII. Elles étaient des endroits très mal famés. Ces deux buttes qui étaient couvertes de sordides masures comprenaient des logis de mendiants, de faiseurs de tours, de montreurs d'ours, de sorciers et de charlatans. Sur les pentes, comme sur celles de la butte voisine, il y avait des guinguettes et des cabarets qui vendaient du vin de Suresnes ou du clos Georgeau tout proche, qui fleurissaient grâce au voisinage du marché aux pourceaux.
Elle fut une nouvelle fois abaissée entre 1667 et 1677 à la suite de la création du quartier Richelieu. Michel Villedo participa à ces travaux et se servit des terres pour combler les fondrières de la ferme des Mathurins et en ouvrant une rue à son nom.
La butte des Moulins fut totalement nivelée avec la butte Saint-Roch lors du percement de l'avenue de l'Opéra au cours des années 1870. Ces travaux amenèrent la suppression de plusieurs rues secondaires du secteur, telles que la rue des Moineaux et la rue des Orties.

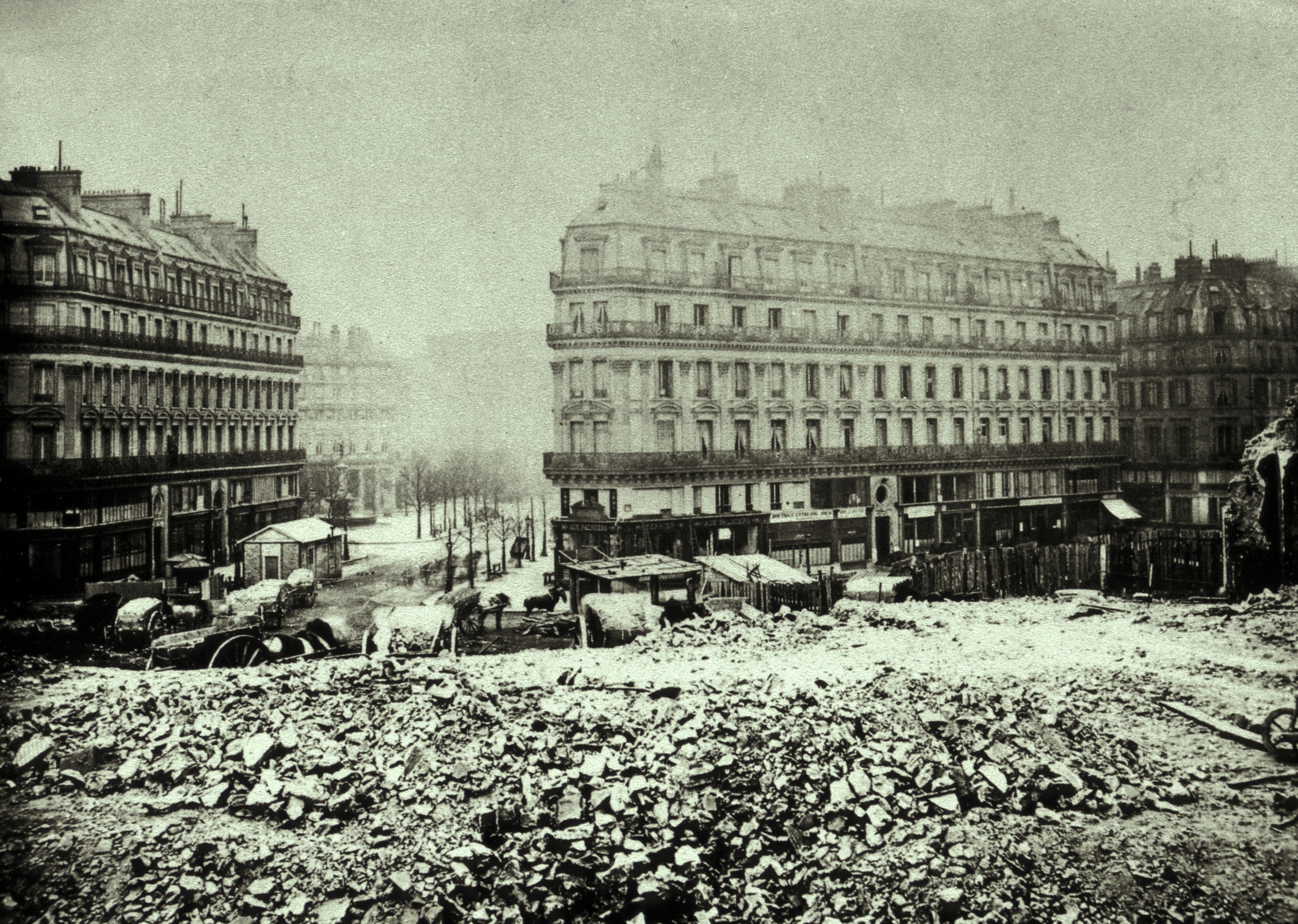
Arasement de la butte des Moulins.
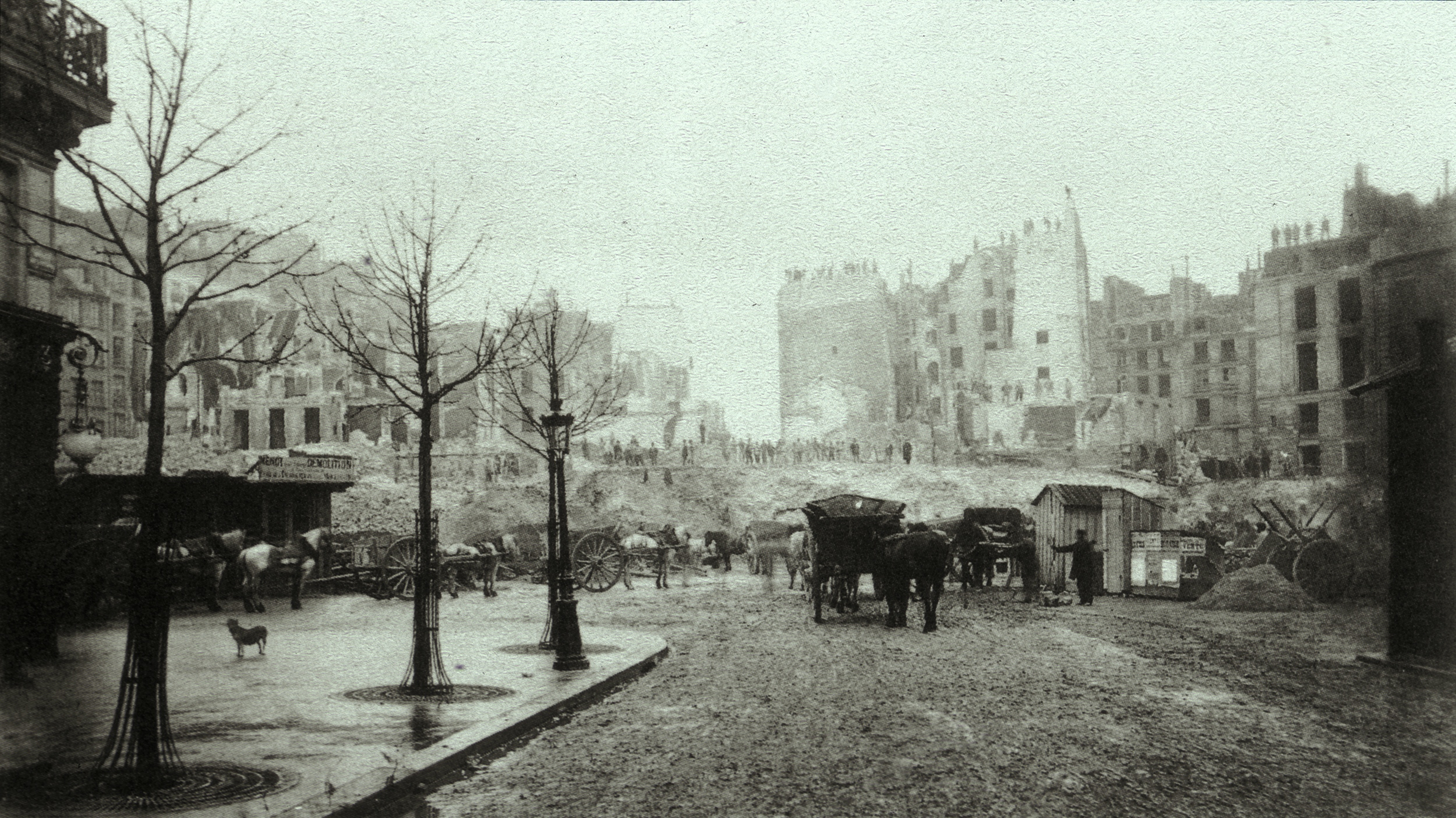
Démolition de la butte des Moulins lors de la création de l'avenue de l'Opéra (Charles Marville, vers 1860).
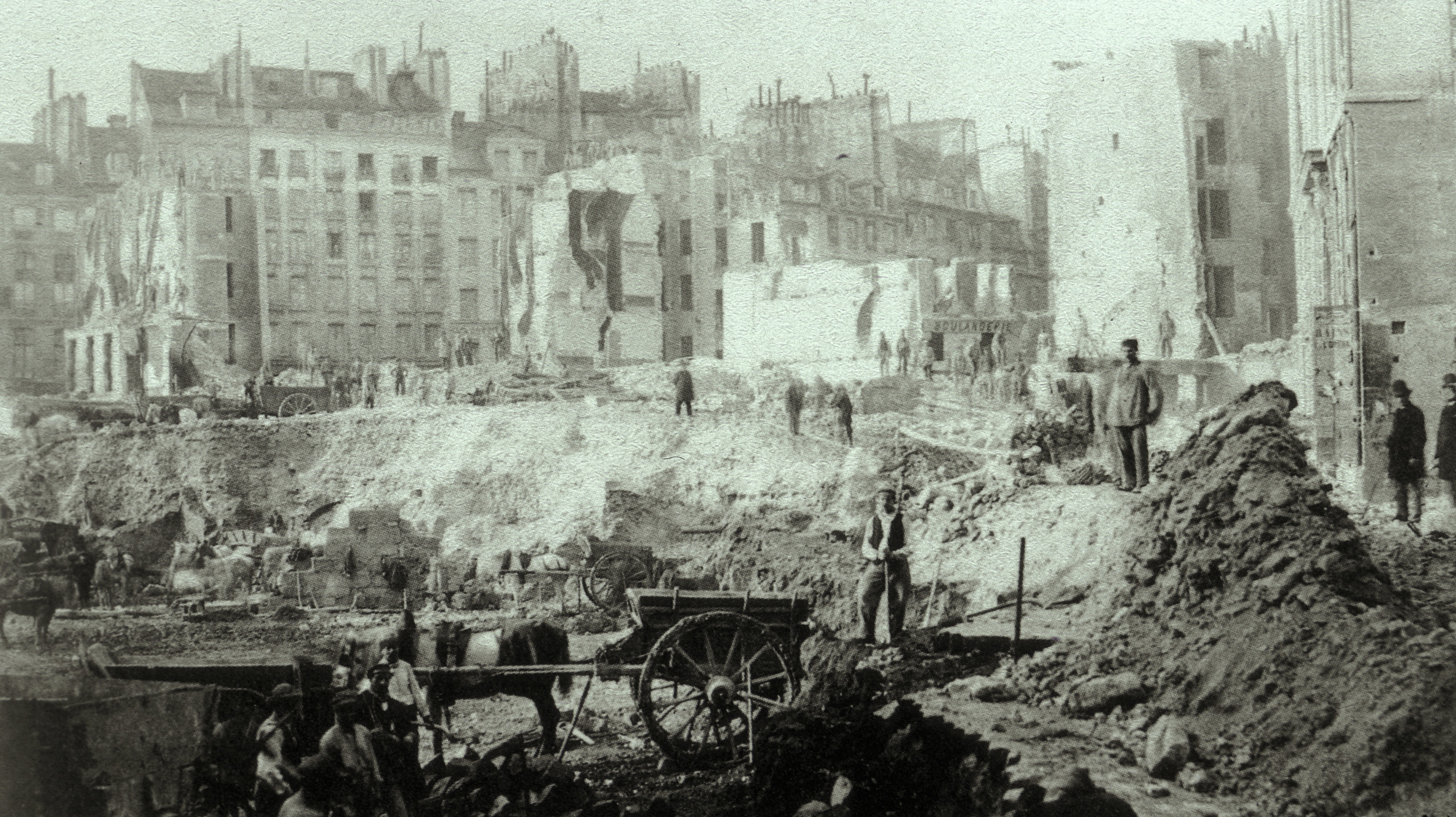
Photographie de la démolition de la butte des Moulins.
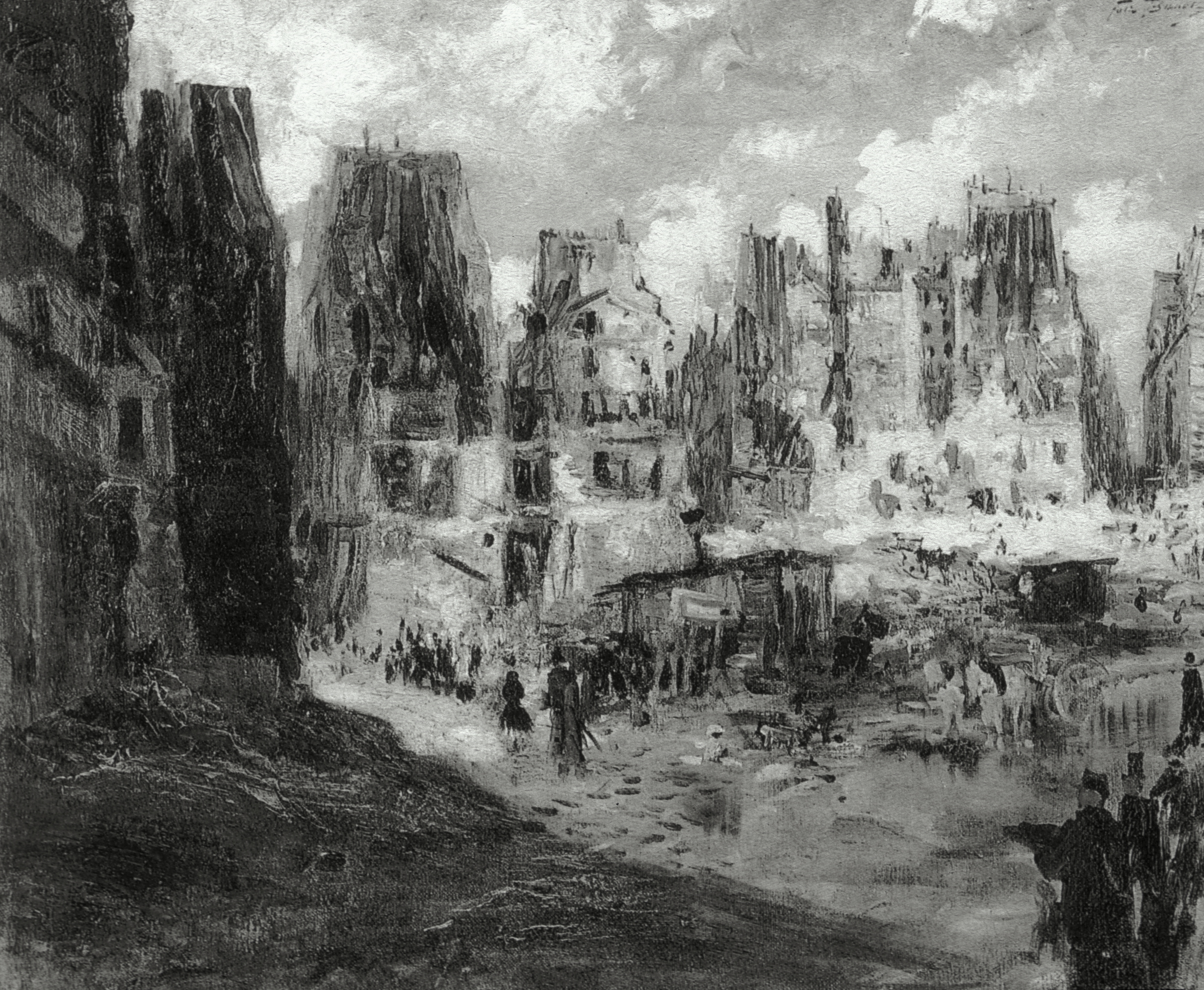
Félix Buhot : démolition de la butte des Moulins.